# Marie Bäumer

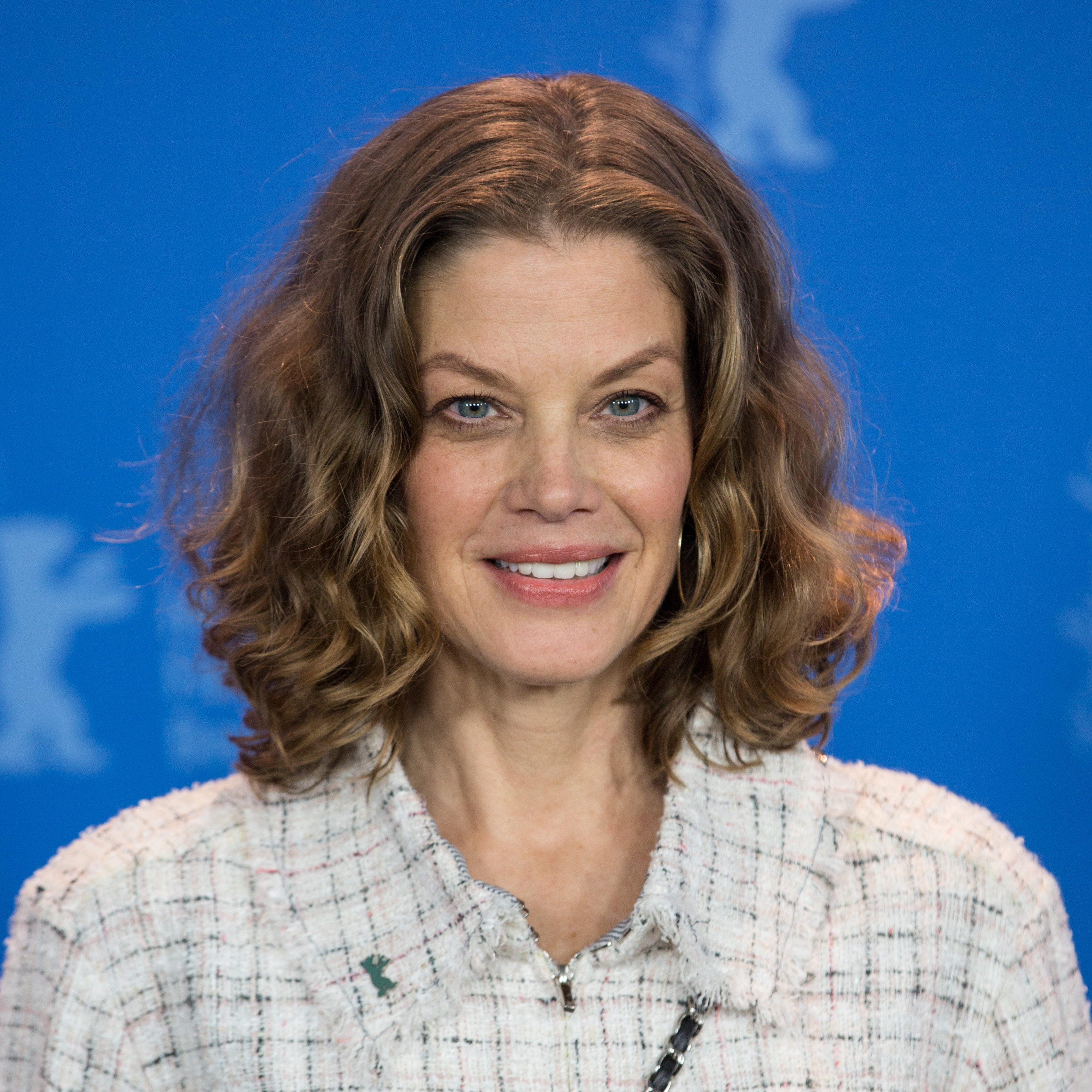
Marie Bäumer, 2018

Henrike Marie Bäumer (* 7. Mai 1969 in Düsseldorf) ist eine deutsche Theater- und Filmschauspielerin.

## Biografie
Marie Bäumer wurde als Tochter eines Architekten und einer Ergotherapeutin im Rheinland geboren. Sie wuchs in Hamburg auf und besuchte dort erst das Gymnasium Blankenese und dann die Waldorfschule in Nienstedten, die sie nach der 11. Klasse verließ.
Ihre Schauspielausbildung begann 1992 an der Scuola Teatro Dimitri in Verscio (Tessin) und im Studio 033 in Hamburg. Von 1994 bis 1996 studierte sie an der Hochschule für Musik und Theater Hamburg, unter anderem bei Jutta Hoffmann. Während dieser Zeit gelang ihr der Durchbruch mit Detlev Bucks Filmkomödie Männerpension. Für ihre Rolle in Oskar Roehlers Der alte Affe Angst wurde Bäumer 2002 mit dem Bayerischen Filmpreis und 2003 mit dem Preis der deutschen Filmkritik ausgezeichnet.
Neben ihrer Filmarbeit spielte Bäumer auch in Bühnenstücken. So trat sie 1995 unter der Regie von Dieter Löbsch in August von Kotzebues Drama Menschenhass und Reue im Theater im Zimmer in Hamburg auf, 1996 spielte sie im Theater im Kampnagel in einer Inszenierung Falk Richters im Stück Silikon. 2007 folgte sie dem Ruf der Salzburger Festspiele und spielte die Buhlschaft in Hugo von Hofmannsthals Theaterstück Jedermann.
Im Januar 2011 führte Bäumer erstmals selbst Regie bei der Inszenierung des von ihr verfassten Theaterstücks Abschied an den Hamburger Kammerspielen. Wiederholt wirkte sie bei den Dresdner Musikfestspielen am Staatsschauspiel Dresden mit, so 2013 bei einem Wagnerabend; 2016 erzählte sie in der Uraufführung des Schwans von Catania die Geschichte der Blütezeit des Belcanto in Italien.

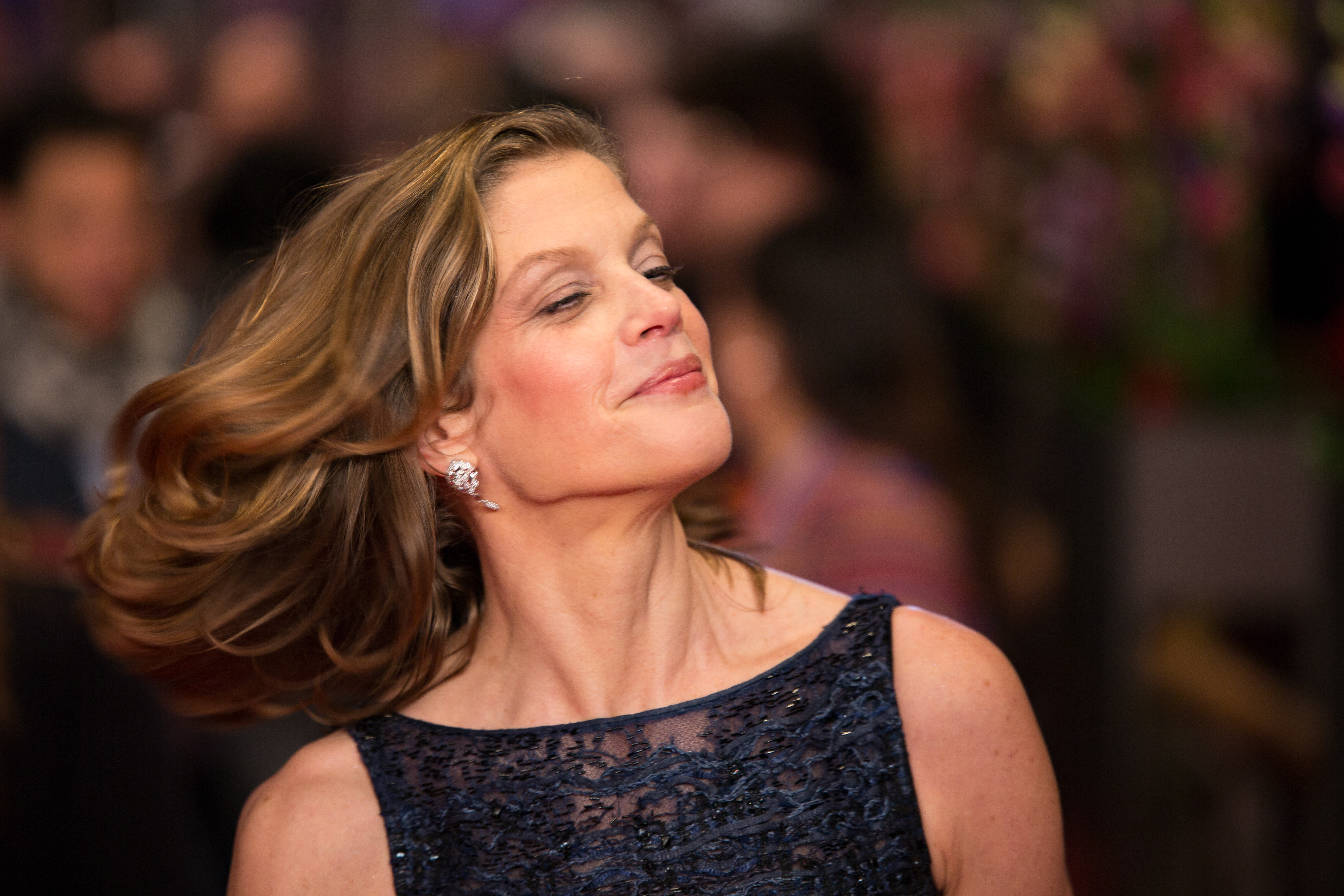
Marie Bäumer auf dem roten Teppich der Berlinale 2018

Regelmäßig gibt sie Schauspielkurse und -workshops, so lehrt sie zum Beispiel an der Schule für Schauspiel in Hamburg und an der Filmakademie Baden-Württemberg. 2016 war sie Festivaldirektorin und Juryleiterin eines Drohnen-Filmfestivals. 2018 gewann Bäumer für ihre Darstellung der Romy Schneider in Emily Atefs Filmbiografie 3 Tage in Quiberon den Deutschen Filmpreis als Beste Hauptdarstellerin. Neben ihrer Tätigkeit im Schauspiel bietet sie Kurse zu Selbstfindung und Persönlichkeitsentwicklung, vor allem mit Pferden, an.

### Privatleben
Mit dem Schauspieler Nicki von Tempelhoff, von dem sie sich im Juli 2009 trennte, hat Bäumer einen Sohn. Sie lebt im französischen L’Isle-sur-la-Sorgue in der Nähe von Avignon.

## Filmografie (Auswahl)
- 1992: Schuld war nur der Bossa Nova (TV; Regie: Bernd Schadewald)[10]
- 1993: Tatort: Um Haus und Hof (TV; Regie: Werner Masten)[11]
- 1994: Das Schwein – Eine deutsche Karriere (TV; Regie: Ilse Hofmann)
- 1995: Männerpension (Regie: Detlev Buck)
- 1995: Fünf Millionen und ein paar Zerquetschte (TV; Regie: Andy Bausch)
- 1996: Kalte Küsse (TV; Regie: Carl Schenkel)
- 1997: König auf Mallorca (TV; Regie: Krystian Martinek)
- 1998: Neonnächte (TV; Regie: Peter Ily Huemer)
- 1998: Sieben Monde (Regie: Peter Fratzscher)
- 1999: Latin Lover – Wilde Leidenschaft auf Mallorca (TV; Regie: Oskar Roehler)
- 1999: Neonnächte – Der U-Bahn-Schlitzer (Regie: Peter Ily Huemer)[12]
- 2000: Krieger und Liebhaber (TV; Regie: Udo Wachtveitl)
- 2000: Der letzte Zeuge (TV-Serie S03/F08, Regie: Bernhard Stephan)
- 2001: Der Schuh des Manitu (Regie: Michael Herbig)
- 2001: Die Auferstehung (Resurrezione; Regie: Vittorio und Paolo Taviani)
- 2001: She – Herrscherin der Wüste (She; Regie: Timothy Bond)
- 2001: Zsa Zsa (Regie: Peter Gersina)
- 2002: Poppitz (Regie: Harald Sicheritz)
- 2002: Napoleon (Napoléon; TV; Regie: Yves Simoneau)
- 2002: Viel passiert – Der BAP-Film (Regie: Wim Wenders)
- 2003: Adam & Eva (Regie: Paul Harather)
- 2003: Der alte Affe Angst (Regie: Oskar Roehler)
- 2004: Wellen (TV; Regie: Vivian Naefe)
- 2004: Die Kühe sind los (Home on the Range; Stimme von Grace; Regie: Will Finn und John Sanford)
- 2004: Luisa Sanfelice (Regie: Paolo Taviani, Vittorio Taviani)
- 2005: Nachtschicht – Tod im Supermarkt (TV; Regie: Lars Becker)
- 2005: Ein toter Bruder (TV; Regie: Stefan Krohmer)
- 2005: Heimliche Liebe – Der Schüler und die Postbotin (TV; Regie: Franziska Buch)
- 2005: Dresden (TV; Regie: Roland Suso Richter)
- 2005: Swinger Club (Regie: Jan Schütte)
- 2006: Die Fälscher (Regie: Stefan Ruzowitzky)[13]
- 2007: Muttis Liebling (TV; Regie: Xaver Schwarzenberger)
- 2007: Armin (Regie: Ognjen Svilicic)
- 2007: Alte Freunde (TV; Regie: Friedemann Fromm)
- 2008: 10 Sekunden (Regie: Nikolai Rohde)
- 2009: Mitte Ende August (Regie: Sebastian Schipper)
- 2009: Haus und Kind (TV; Regie: Andreas Kleinert)
- 2010: Die Grenze (TV; Regie: Roland Suso Richter)
- 2010: Im Angesicht des Verbrechens (TV-Serie; Regie: Dominik Graf)
- 2010: Der grosse Kater (Regie: Wolfgang Panzer)
- 2010: Der letzte Weynfeldt (TV; Regie: Alain Gsponer)
- 2012: Der Geschmack von Apfelkernen (TV; Regie: Vivian Naefe)
- 2012: Mit innerer Überzeugung (Intime conviction; TV; Regie: Rémy Burkel)
- 2013: Charlotte Link – Das andere Kind (TV; Regie: Urs Egger)
- 2013: Das Adlon. Eine Familiensaga (TV-Dreiteiler; Regie: Uli Edel)
- 2013: Planes (Stimme der Heidi; Regie: Klay Hall)
- 2013: Zum Geburtstag (Regie: Denis Dercourt)
- 2014: Irre sind männlich (Regie: Anno Saul)
- 2015: Im Gleichgewicht (Regie: Denis Dercourt)[14]
- 2015: Brief an mein Leben (Regie: Urs Egger)[15]
- 2016: Zwei im Wilden Westen (fünfteilige TV-Dokureihe, Regie: Wolf von Truchsess, Petra Maier und Felicitas Hammerstein)[16]
- 2016: Gotthard (Regie: Urs Egger)
- 2017: Ferien vom Leben (TV; Regie: Sophie Allet-Coche)
- 2018: 3 Tage in Quiberon (Regie: Emily Atef)
- 2018: The Team 2 (TV; Regie: Kasper Gaardsøe)

## Auszeichnungen

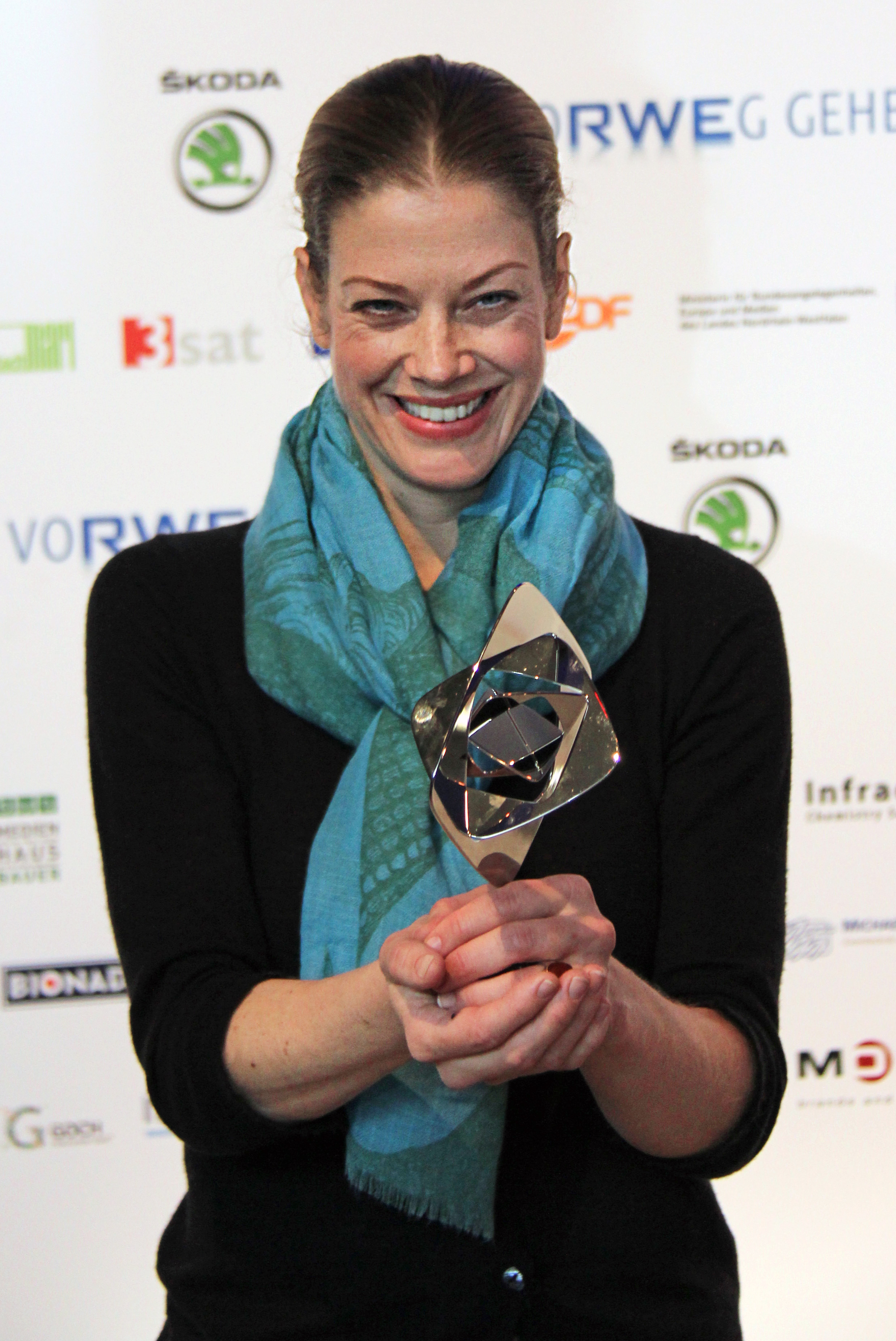
Grimme-Preisträgerin Marie Bäumer bei der Verleihung 2011

- 2002: Jupiter – Beste deutsche Darstellerin, für Der Schuh des Manitu
- 2002: Bayerischer Filmpreis – Beste Darstellerin, als „Marie“ im Film Der alte Affe Angst
- 2003: Preis der deutschen Filmkritik – Beste Darstellerin
- 2006: Jupiter – Beste deutsche TV-Darstellerin, für Ein toter Bruder
- 2010: Deutscher Fernsehpreis in der Kategorie „Besondere Leistung Fiktion“ an das Schauspielerensemble von Im Angesicht des Verbrechens (Marie Bäumer, Vladimir Burlakov, Alina Levshin, Marko Mandić, Mišel Matičević, Katharina Nesytowa, Max Riemelt, Ronald Zehrfeld)
- 2011: Chevalier de l’Ordre National des Arts et des Lettres
- 2011: Grimme-Preis, für Im Angesicht des Verbrechens
- 2013: Romy – Beliebteste Schauspielerin, für Das Adlon
- 2016: Fipa d’Or beim 29. Festival International de Programmes Audiovisuels als beste Darstellerin in Urs Eggers Brief an mein Leben[17]
- 2018: Deutscher Filmpreis – Beste weibliche Hauptrolle, für 3 Tage in Quiberon
- 2018: Ehrenpreis des Filmfestivals Kitzbühel[18]
- 2018: Europäischer Filmpreis – Nominierung in der Kategorie Beste Darstellerin für 3 Tage in Quiberon[19]
- 2019: Bayerischer Filmpreis 2018 – Beste Darstellerin für 3 Tage in Quiberon[20]
- 2019: Romy – Beliebteste Schauspielerin Kino/TV-Film